# 森山崩れ
森山崩れ（もりやまくずれ）は、天文4年12月5日（1535年12月29日）早朝に、三河国岡崎城主・松平清康が、尾張国春日井郡森山（現・愛知県名古屋市守山区）の陣中において、家臣の阿部正豊に暗殺された事件をいう。本来の地名から、守山崩れと書かれることも多い。そのため、太田牛一が記した『信長公記』では守山と記載されているのに対し、江戸時代に大久保彦左衛門が作成した『三河物語』では森山と記載されている。

## 背景
松平氏は伊勢氏の被官として勢力を伸ばしていた。政所執事伊勢貞宗が管領細川政元と協調して明応の政変を起こし、11代将軍に足利義澄を擁立すると、足利義材は大内氏のもとへ逃れた。細川政元と三河守護でもある細川成之が提携し、尾張と遠江の守護である斯波義達もこれに同調すると、斯波氏と長く敵対関係にあり遠江の守護を狙う今川氏親は、前将軍足利義材に接近する。このような背景から、松平氏は吉良氏をはじめとした近隣の足利義材派と対立していた。
永正の錯乱により細川氏の援軍が期待できない中で、松平氏は永正三河の乱で今川氏親に敗れた。その後、松平信忠は父で先代当主の松平長親と松平一門により隠居させられることになる。
時を同じくして幕府では、永正の錯乱により細川家内部の抗争を上洛の好機と見た大内義興は足利義尹（明応7年（1498年）義材より改名）を伴って上洛する。これに細川澄元と対立する細川高国が呼応し、細川澄元は高国・義興らに圧迫され、足利義澄と共に逃走することになる。大内氏の帰国後、細川澄元の抵抗が激しくなると足利義植（永正5年より義尹より改名）は、細川高国を見限って細川澄元に近づくも敗れ、高国は義澄の子・足利義晴を擁立し、その反対派は澄元の子・細川晴元を中心とした足利義維に近づくことになる。
この期間、今川氏は足利義植、足利義維派として活動し、松平氏はそれに対抗する足利義澄、足利義晴派として活動することになる。
信忠から家督を継承したその子・松平清康は遠江、駿河の領国化に成功した今川氏に対抗するために三河一国を支配するため、足利義植派の水野忠政に娘を嫁がせていた岡崎松平氏松平昌安を攻撃するなど、積極的な拡大政策を行う。
斯波義達を隠居に追い込んだ織田達勝が足利義維派になると、清康は今川・織田両家を敵に回すことになるが、今川氏が幼い当主今川氏輝である隙に尾張へ出兵を考えるようになる。この出兵により、織田達勝と親しく織田信定の娘を正室に迎え、かつ宗家に従順ではない松平信定との関係が悪化する。
天文4年（1535年）、織田信光の籠る守山城に侵攻する。この出兵に対し老臣は諫めた。また、この戦いは織田信秀と戦いを続ける織田藤左衛門尉（当時は織田寛故か）を支援するために出陣したとされている。
そして、守山布陣の翌12月5日早暁、清康の本陣で馬離れの騒ぎが起こった。これを阿部正豊は、父が清康に誅殺されたためであると勘違いし、本陣にいた清康を惨殺したとされる。正豊はその場で殺され、主君を失った松平軍は岡崎に撤退する。

## 動機

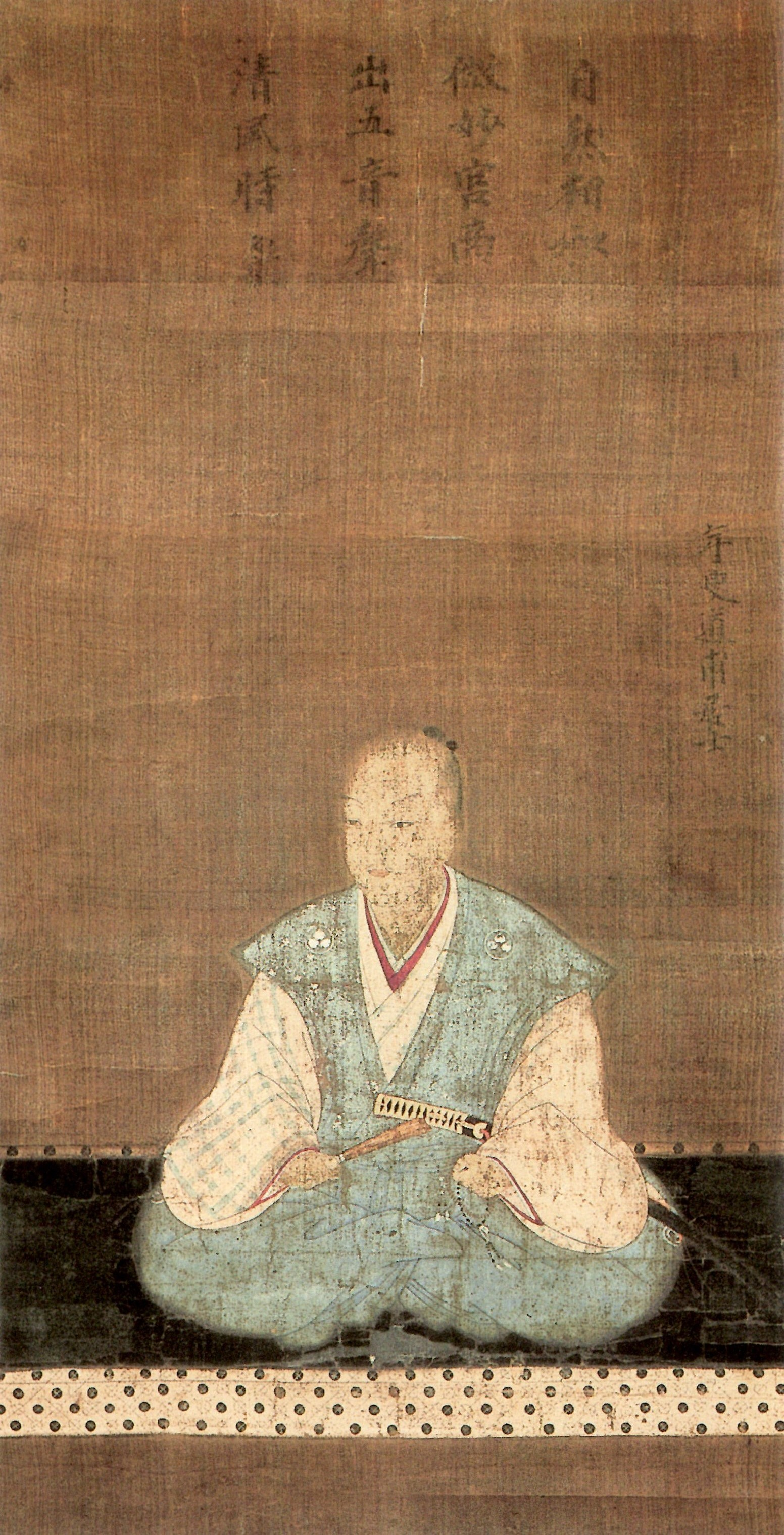
暗殺された松平清康

清康の家臣である阿部定吉が、親織田氏勢力に加わるという噂があった。清康はこれを信じていなかったようだが、家臣の多くは定吉に対して疑念を抱いていたらしい。このため、定吉は嫡男の正豊を呼んで、「もし自分が謀反の濡れ衣で殺されるようなら、これを殿に見せて潔白を証明してほしい」と、誓書を息子に手渡していた。
風説を流布したのは、後に織田信秀の妹を自分の長男・清定の妻に迎えさせてその縁戚となった松平信定（清康の叔父、桜井松平家）であったとされるが、このときは、出陣していなかった。
『朝野旧聞裒藁』によると、清康がまだ安城にいた頃、松平信定が清康の家臣・落合嘉兵衛を咎めたところ、落合の答弁が見事で清康は500貫文加増したという。
天文6年（1537年）6月に、戦国大名・今川氏や、吉良氏の介入があったためか、信定は、岡崎城を退去して、桜井城に戻った。後年、広忠に許しを乞うた（桜井松平家の直系子孫は、諸侯に一戸が列して、摂津尼崎藩主などとなる）。

## 事件後
守山崩れから間もなく織田信秀が攻め込む（時期には諸説ある。詳細は松平広忠）。この井田野合戦後、松平信定の岡崎城入城と広忠の追放が行われている。追放の翌年に今川氏では花倉の乱が起き、栴岳承芳は還俗し足利義晴から偏諱を賜って今川義元と名乗る。義元は武田と和睦し義晴派になるなど、今川氏の外交方針（甲駿同盟の締結、駿相同盟の破棄）を変える。
ここに、以前から義晴派で東条吉良氏の吉良持広が同じ義晴派の松平広忠の支援に動き、広忠は今川、東条吉良両家の支援を受けながら岡崎城に復帰することになる。
翌年、足利義晴派の那古野城主今川氏豊が織田信秀に攻められると織田氏の脅威が増すことになる。松平氏では広忠の岡崎入城に功があり、広忠にとって唯一の血縁の叔父松平信孝と宗家家臣団との権力争いが起き、松平信孝は織田を頼ることになる。一度は信定に従った酒井左衛門尉、大原左近右衛門、今村伝次郎は広忠に石川清兼、酒井正親の切腹を迫るも受け入れなかった。そこに松平忠倫、信定の子松平清定が織田に通じて敵対し酒井左衛門尉、大原左近右衛門、今村伝次郎も続いた。渥美郡の戸田氏・宝飯郡の牧野氏も織田氏の支援を受けながら再び自立傾向を見せ始める。この状況に独力では対抗できず、竹千代を人質として今川氏に差し出すことで加勢を得ることになった。
松平氏が三河を再統一するのは永禄9年（1566年）に清康の孫・家康のときであり、清康の死後から30年後のことであった。

## 事件の謎
本事件にはいくつかの不審な点がある。
実行犯の父である阿部定吉の事後処遇であるが、何ら咎められることもないばかりか、その後は暗殺された松平清康の息子である広忠の家臣として三河衆の統率を任されている。当時の慣行にしたがえば連座によって処刑、そうでなくとも何らかの咎めを受けるはずである。ただし、一説では定吉は息子の凶行に対する責で自害を試みたが、それを広忠が止めたために定吉は広忠に従臣したと説明されている。その後も定吉は松平氏に仕えて、広忠の死後には今川氏と協力して嫡男の竹千代（徳川家康）を松平氏の当主として擁立している（阿部氏の直系子孫は、諸侯に二家が列して、備後福山藩主・陸奥棚倉藩主などとなる）。
正豊をその場で成敗した植村氏明であるが、後年、広忠が同じように暗殺された時にも、実行犯である岩松八弥をその場で成敗している。2代の主君が暗殺され、それを同一人物が成敗したことを単なる偶然ではないとする説もある。ただし、そもそも広忠の死因には諸説あり、また「岩松八弥が広忠を襲った」とする説もその顛末には諸説ある。
松平信定が家督を狙って広忠の追放を行ったという話も矛盾がある。殺害された当主の嫡男である広忠の方が叔父である信定よりも当主としての正統性があるのは明白であるのに、これを殺害せずに国外への逃亡を許すことは、後日広忠を擁した外部勢力による侵攻を招きかねない行動だからである。さらに桜井松平家の菩提寺である桜井山菩提寺の過去帳から、長親の弟で桜井の領主であった玄蕃允（実名は親房とされる）が天文5年3月に死去した後、信定がその名跡を継いだことが判明している。信定に安城松平家継承が意思があったとするならば、この行為に関する説明が必要となる。
近年指摘されている見方として、『松平記』など初期徳川氏（安城松平家）について記した書籍が曲筆されている可能性である。前述のように松平広忠や竹千代（徳川家康）が阿部定吉が今川氏の支援を受けて擁立されたのが事実であれば、彼らが何らかの事件を起こしていたとしても広忠・竹千代（家康）の正統性の維持のためにその真相を隠蔽せざるを得ないからである。

## 阿部定吉（大蔵）謀反説
近年、村岡幹生は清康暗殺が実際に阿部定吉（大蔵）が息子の正豊や当時、岡崎にいた弟の四郎兵衛入道（定次）および他の松平家家臣らと共謀して引き起こした謀反であったとする説を唱えている。『松平氏由緒書』は清康殺害を阿部親子による謀反としている一方で、『松平記』や『三河物語』が事前に定吉が自分に謀反の疑いをかけられているのを知っていたとしているが、息子の正豊に相談するだけで翌日まで疑いを晴らすような行動を何も起こしていないのは不自然だからである。さらに阿部氏に伝わっている『夢物語』と呼ばれる書物には、弟の四郎兵衛が清康の死を知ると、直ちに松平家の菩提寺である大樹寺に駆け込んで清康の戒名を得たとする記述があり、余りにも用意周到で決して偶発的ではあり得ないとしている。また、広忠は若年とは言え父の死の直後に直ちに家督を継いでも不自然な年齢ではないのに、家督継承の動きもなければ、反対に信定や信孝が広忠を殺害して家督を奪う事態も起こらなかったのは、阿部が広忠を連れて岡崎を脱出したのが清康殺害の直後であったからだとしている。村岡は清康の下で安城・岡崎の両松平家は統合されたものの、安城松平家の一門・家臣と岡崎松平家の家臣の間では依然として対立があり、定吉は岡崎派の立場に立ったことで清康との対立を招いた可能性を推測する。また、最終的には今川氏の後ろ盾で定吉が広忠を擁して岡崎に戻り、その後も重臣の立場を維持していることから、今川氏が事件に関与していた可能性もあるとしている。
更に村岡は清康殺害が阿部定吉によるものであった場合、松平信定の事件における位置づけも大きく変わることになるとする。安城松平家一門の長老である信定が清康暗殺による家中の混乱を受けて岡崎城でその鎮圧にあたるのは不自然ではないにもかかわらず、あたかも家督を狙ったかのように記しているのは、『松平記』や『三河物語』など阿部の謀反を否定して彼による広忠擁立を肯定する立場にある史料であるとして、清康暗殺の首謀者の隠蔽だけではなく広忠を擁立した阿部と対峙した信定に関する曲筆もあったと捉え、実際の信定は正統な後継者である広忠が阿部に連れ去られてしまった事態を受けて岡崎城に入って当主代行を務めていただけに過ぎなかったとみている。現存する古文書を見ても、岡崎城主もしくはその代行を指す「御城様」という表現に関して、清康暗殺直後は信定に対して用いられているものの、天文6年3月にはその対象が信孝に移されており、この時点で岡崎城にいたのは信孝で、信定は桜井城に戻ったとみるのが適切だからである。